# فیض‌آباد تاجیکستان
فیض‌آباد تاجیکستان (به لاتین: Faizobod) یک منطقهٔ مسکونی در تاجیکستان است که در ناحیه‌های تابع جمهوری واقع شده‌است.